# 公子勝 (趙成侯年间)
公子胜（？—？），中国战国时期赵国的公子。赵成侯元年（前374年），公子胜与赵成侯争夺君位，作乱。